# Baray (Arusha)
Baray ist ein Verwaltungsbezirk (Ward) des Distrikts Karatu in der tansanischen Region Arusha.

## Geografie
Baray liegt im Norden von Tansania etwa 150 Kilometer westlich der Regionshauptstadt Arusha. Das Gebiet umfasst einen 10–15 km breiten Streifen am Südufer des Eyasisses. Vom flachen Seeufer auf etwa 1000 Höhenmetern steigt das Land nach Süden auf über 1400 Meter an.
Der Bezirk grenzt im Norden an den Eyasisee und an die Bezirke Mang'ola, Endamaghang und Daa, im Osten an Endabash und Kansay, im Süden an Masieda, Yaeda Chini sowie Eshkesh und im Westen an den Distrikt Mkalama der Region Singida und an den Distrikt Meatu der Region Simiyu.
Baray hat eine Fläche von 1127 Quadratkilometern. Bei der Volkszählung 2022 lebten hier 31.472 Menschen in 6918 Haushalten.

## Gliederung
Der Bezirk besteht aus sechs Gemeinden (Mtaa) mit 30 Orten (Kitongoji):
| Qangdend - Kambi ya Simba - Kigongoni - Mbuyuni - Murus - Kati - Mwembeni - Mkwajuni - Mandagew | Mbuga Nyekundu - Baray - Mipomeni - Mbuyuni - Darajani | Jobaj - Shuleni - Kisiriri - Gidabugharga - Miembeni | Dumbechand - Chemchem - Gilodabeshta - Mbuyuni - Dumbechand Kati - Mzambarauni - Eshaw - Gidamilanda | Matala - Masolage - Haydesh - Shuleni - Ibanka | Endesh - Derajida - Endesh - Mohadagew |

## Wirtschaft und Infrastruktur
- Gesundheit: Im Bezirk liegen ein Gesundheitszentrum[7] und vier staatliche Apotheken.[8][9][10][11]
- Bildung: Die Baray Secondary School ist eine staatliche Schule, die Jugendliche bis zur 4. Stufe ausbildet.[12]
- Verkehr: Durch den Bezirk verläuft die nicht asphaltierte Nationalstraße T37, die bei Karatu von der T17 abzweigt und südlich des Eyasisees nach Singida führt.[13]

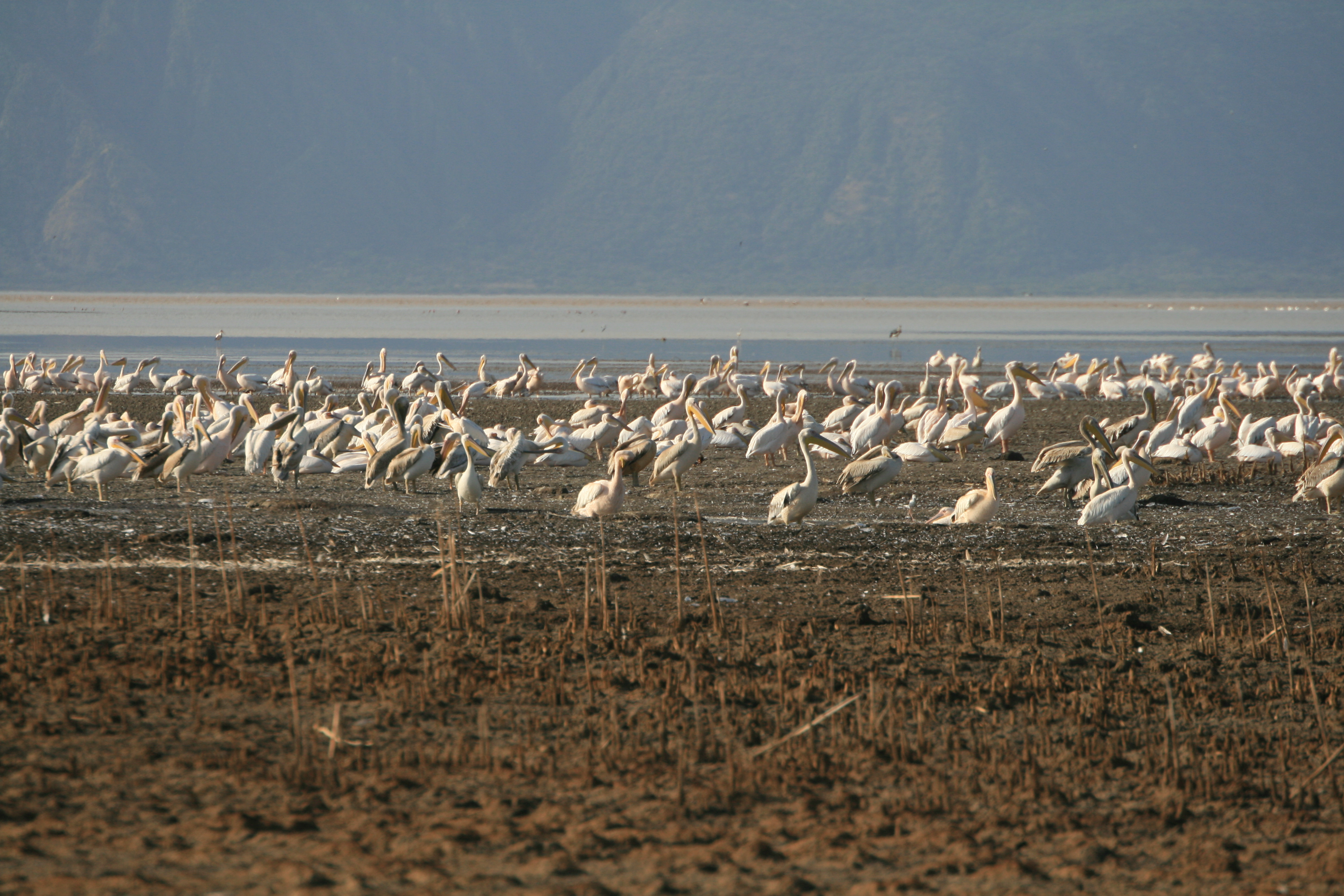
Pelikane am Eyasisee

## Sehenswürdigkeiten
- Eyasisse: Am See leben Hadza noch weitgehend vom Sammeln von Honig und Früchten und der Jagd. Im abflusslosen, salzhaltigen See leben Flusspferde und viele Vogelarten. Sehenswert sind vor allem die großen Populationen von Flamingos und Pelikanen.[14]